# Тарновский, Александр Петрович
Александр Петрович Тарновский (1809—1871) — российский государственный деятель, тайный советник (1858).

## Биография
В службе  и классном чине с 1827 года.  С 1840 года начальник отделения Канцелярии Комитета министров Российской империи. В 1841 году произведён в коллежские советники, в 1845 году в статские советники.
В 1850 году произведён в действительные статские советники, помощник управляющего делами Комитета министров Российской империи. В 1858 году  произведён в тайные советники. С 1861 года управляющий Канцелярии Министерства императорского двора
Был награждён всеми российскими орденами вплоть до ордена Святого Александра Невского пожалованного ему в 1870 году.

## Семья
- Жена: Анна Николаевна Репнинская (р. 1820) — дочь генерал-майора Н. Я. Репнинского, внучка генерал-поручика Я. Н. Репнинского, правнучка генерал-фельдмаршала А. И. Репнина. Племянница Степана и Сергея Репнинских[4]